# Институт за балканистика
Институтът за балканистика е научно звено в научно-изследователското направление по културноисторическо наследство и национална идентичност на Българската академия на науките. Институтът изследва социално-икономическото, политическото и културното развитие на Балканите в контекста на европейската и световна история в рамките на голям хронологичен диапазон – от древността до наши дни. Изследват се проблеми, свързани с тракологията, византинистиката, ориенталистиката, балканската културология и европеистиката като съществен ракурс в изграждането и утвърждаването на представите за разширена Европа.